# International Canoe Federation
De International Canoe Federation (ICF) is de koepelorganisatie van alle nationale kanobonden wereldwijd. Het hoofdkwartier is gevestigd in Lausanne, Zwitserland en beheert alle onderdelen van de kanosport wereldwijd. 157 landen zijn aangesloten bij de ICF nadat zeven nationale bonden zich aansloten op het ICF Congres van 2008 in Rome.

## Disciplines
- Kanosprint, wereldkampioenschappen sinds 1938
- Kanoslalom, wereldkampioenschappen sinds 1949
- Wildwater afvaart
- Kanomarathon, wereldkampioenschappen sinds 1988
- Kanopolo, wereldkampioenschappen sinds 1994
- Stand Up Paddling, wereldkampioenschappen sinds 2019
- Drakenboot
- Freestylekajakken
- Zeilkano
- Canoe Ocean Racing
- Paracanoe[2]
- Va's[3]
- Waveski

## Uitvoerend comité
- José Perurena, voorzitter
- István Vaskúti, eerste vicevoorzitter
- Joao Manuel Da Costa Alegre, tweede vicevoorzitter
- Joao Tomasini, derde vicevoorzitter
- Luciano Buonfiglio, penningmeester
- Simon Toulson, secretaris-generaal

## Continentale bonden
Er zijn vijf continentale bonden aangesloten bij het ICF. Deze bonden zijn verantwoordelijk voor het organiseren van continentale kampioenschappen, het ondersteunen van nationale bonden en het vertegenwoordigen van diens belangen op de ICF bestuursvergaderingen.
- European Canoe Association
- Pan American Canoe Federation
- Oceania Canoe Association
- Asian Canoe Confederation
- African Canoe Confederation